# Frauke Ion

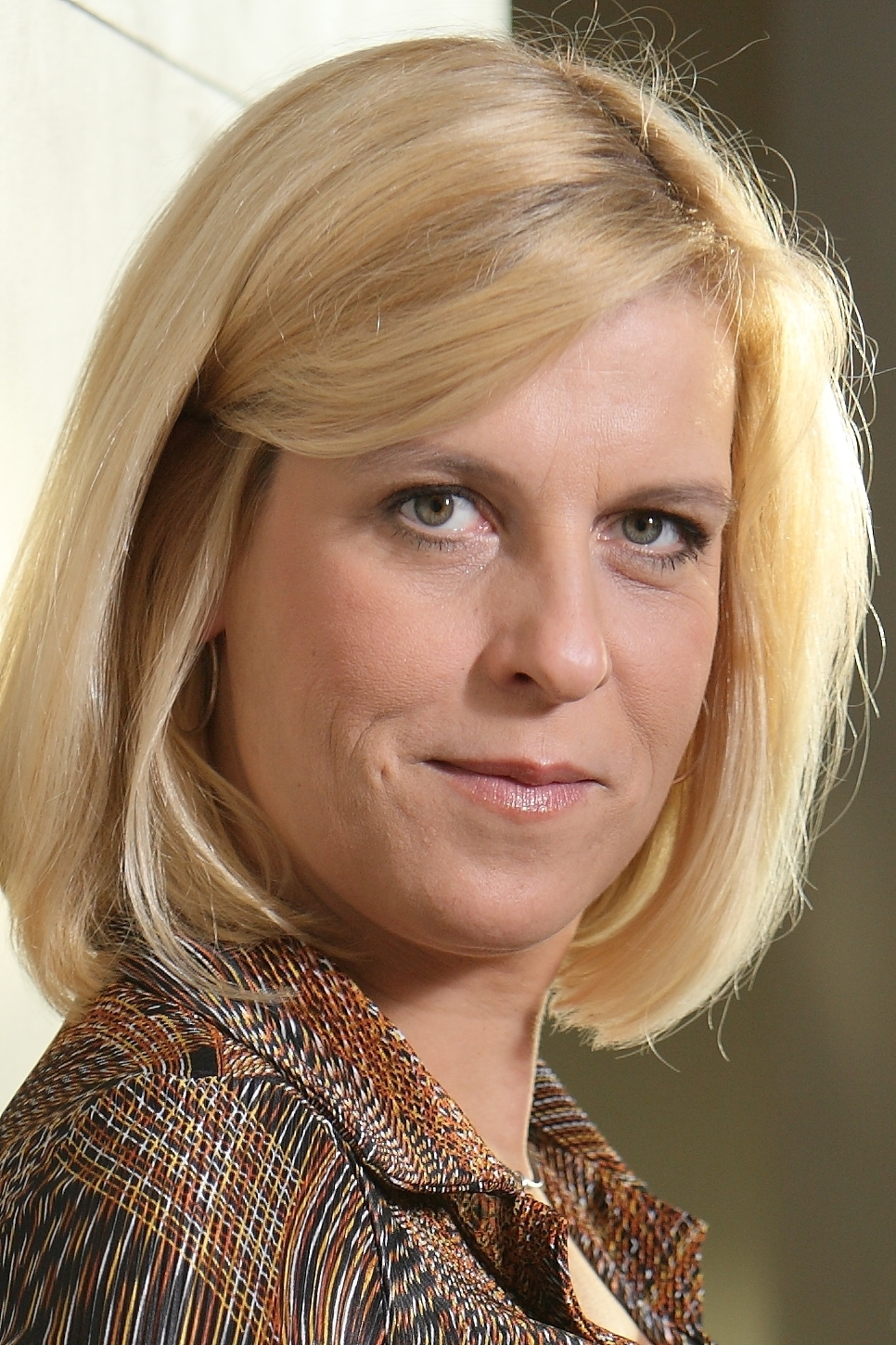
Frauke Ion

Frauke Ion (* 5. Februar 1965 in Essen) ist eine deutsche Sachbuchautorin.

## Leben
Nach ihrer Hotelfachausbildung arbeitete Ion für eine große Hotel-Kette. Im Anschluss war sie als Geschäftsführerin für das Unternehmen FranklinCovey GSA tätig, bevor sie sich 2005 in Köln als Trainerin und Managementberaterin für Organisationsentwicklung selbstständig machte.

## Bücher
- mit Sophia Schneider: Rettet das Betriebsklima! Stimmungs-Change im Unternehmen: So geht's in der Praxis. GABAL Verlag, Offenbach 2021, ISBN 978-3-96739-073-5.
- mit Barbara Kramer: Konflikte klären ist Chefsache: Die vier Konfliktklärungskompetenzen erfolgreicher Führungskräfte. GABAL Verlag, Offenbach 2018, ISBN 978-3-86936-879-5.[4]
- Ion: 30 Minuten Perspektivenwechsel. GABAL Verlag, Offenbach 2017, ISBN 978-3-86936-813-9.
- Ion: Ich sehe was, was du nicht siehst: Durch Perspektivenwechsel zu besseren Ergebnissen. Gabal Verlag, Offenbach 2014, ISBN 978-3-86936-595-4.
- mit Andreas Bornhäußer: 30 Minuten Wie wirke ich?. Gabal Verlag, Offenbach 2014, ISBN 978-3-86936-609-8.
- mit Markus Brand: Die 16 Lebensmotive in der Praxis. Training, Coaching und Beratung nach Steven Reiss. Gabal Verlag, Offenbach 2011, ISBN 978-3-86936-239-7.[5]
- mit Markus Brand: Motivorientiertes Führen. Führen auf Basis der 16 Lebensmotive nach Steven Reiss. Gabal Verlag, Offenbach 2008, ISBN 978-3-86936-005-8, als Hörbuch ISBN 978-3-86936-367-7.[6]
- mit Markus Brand: 30 Minuten für mehr Work-Life-Balance durch die 16 Lebensmotive, GABAL Verlag, Offenbach 2008, ISBN 978-3-86936-309-7, als Hörbuch ISBN 978-3-86936-367-7.